# Papilio laglaizei
Papilio laglaizei — вид дневных бабочек из семейства Парусники (Papilionidae). Эндемичен для Новой Гвинеи.

## Внешний вид и образ жизни
Размах крыльев — 75—90 мм. Самки крупнее самцов.
Имаго Papilio laglaizei демонстрирует значительное сходство в окраске и форме крыльев с уранией Alcides agathyrsus, что рассматривают как пример мюллеровской мимикрии. Бабочки обоих видов несъедобны и часто летают вместе над кронами деревьев, причём парусников больше, чем ураний.
Крупные чёрно-оранжевые гусеницы питаются растениями из семейства Лавровых — коричником и литсеей.

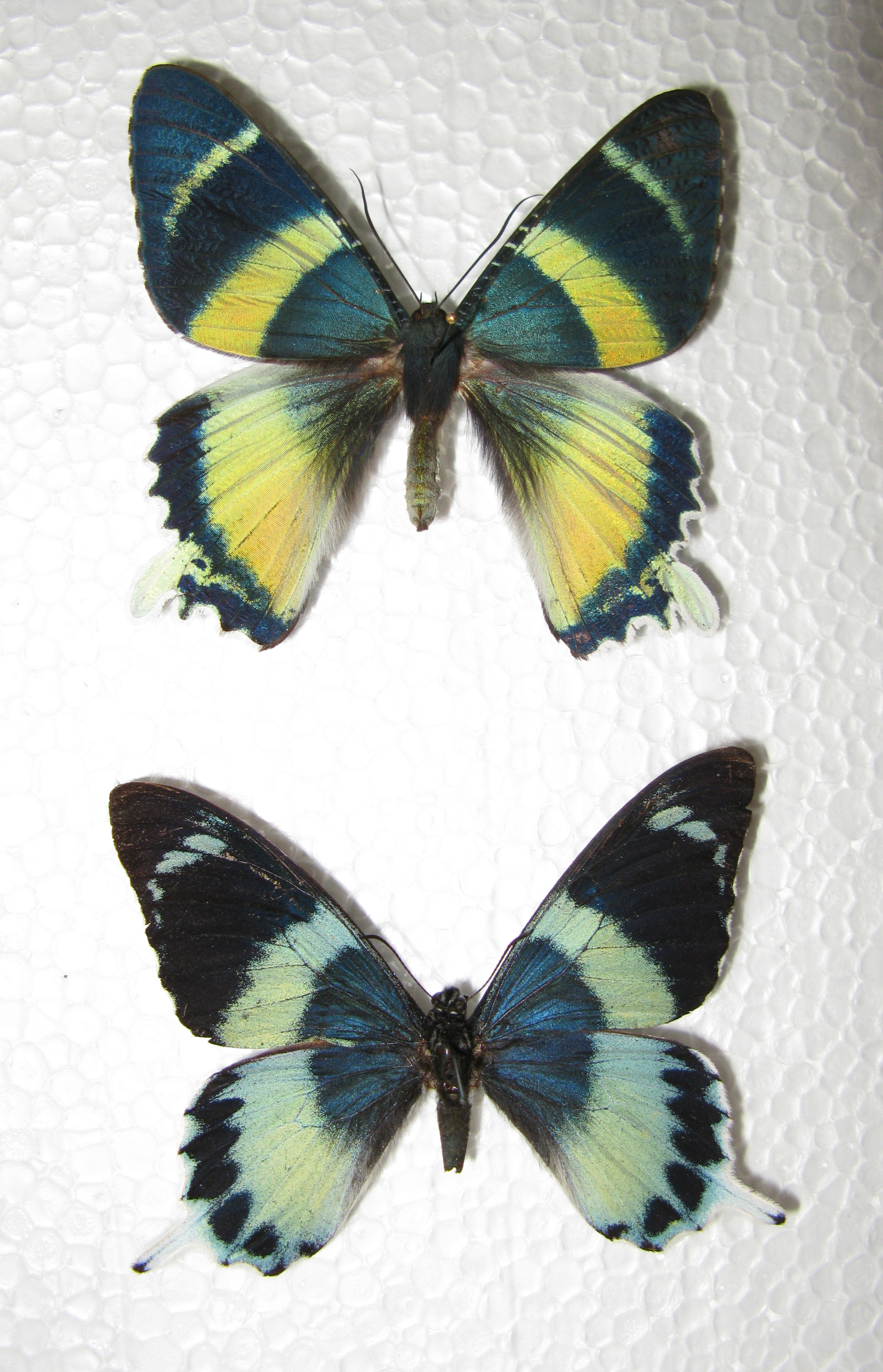
Alcides agathyrsus (сверху) и Papilio laglaizei

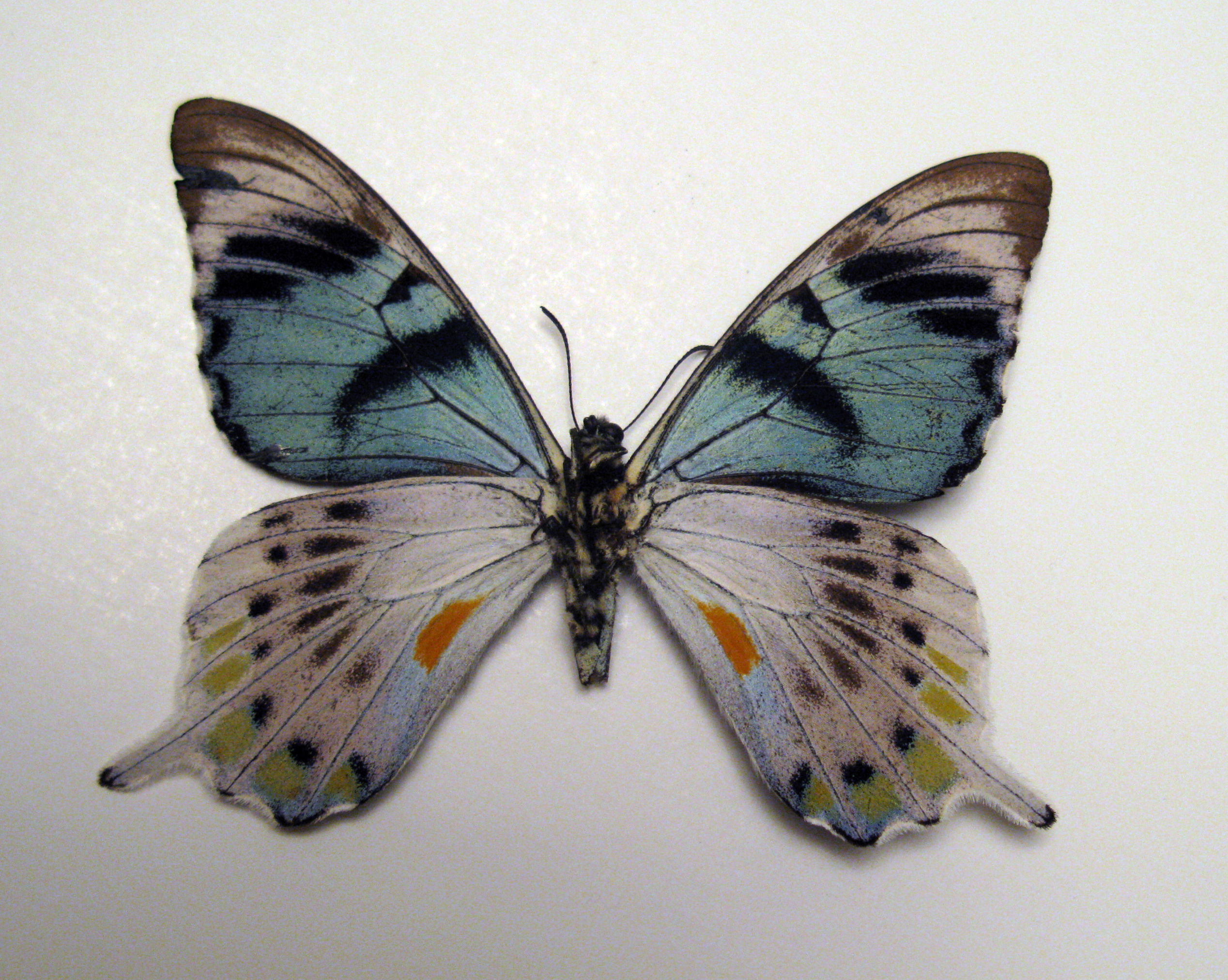
Вид имаго снизу